# London Lite
London Lite — британская ежедневная бесплатная газета, выходившая с 14 декабря 2004 по 13 ноября 2009 года. Распространялась через разносчиков в районе Центрального Лондона. Её противостояние с аналогичной «The London Paper» известно как Лондонская война бесплатных газет (англ.  London freesheet wars).

## История
14 декабря 2004 года Associated Newspapers запустила бесплатное издание Evening Standard под названием Standard Lite, чтобы помочь увеличить тираж. В нём было 48 страниц, по сравнению с примерно 80 в основной газете, которая также имела приложение в большинство дней.
В августе 2006 года было объявлено, что бесплатная газета теперь будет называться London Lite, что было широко расценено как попытка защититься от запуска The London Paper компании News International 4 сентября.
С продажей 21 января 2009 г. Evening Standard российскому предпринимателю Александру Лебедеву связь между этим изданием и Lite была порвана. London Lite, как и её бесплатная утренняя газета Metro, осталась у Associated Newspapers, также владевшей Daily Mail.

## Контент
Редактируемое Тедом Янгом издание, был разработано специально для молодых женщин-читательниц и содержал широкий спектр статей о стиле жизни, но меньше новостей и деловых новостей, чем Standard. Первоначально было доступно с 11:30 до 14:30 у продавцов Evening Standard и в центральном районе Лондона, но позже газету стали раздавать собственные уличные распространители.
Сплетни о знаменитостях освещались больше, чем международные новости, и Lite также подробно сообщал о преступлениях в столице.
8 июля 2009 года онлайн-версия London Lite объединилась с Metro..

## Критика

### Модель распространения
Как и другие бесплатные лондонские ежедневные газеты, читатели обычно выбрасывали The London Paper по прочтении. Использование ресурсов для печати чего-либо с таким коротким сроком службы подверглось критике по экологическим соображениям. По оценкам городского совета Вестминстера, бесплатные газеты составляли 25 % всего мусора в Вест-Энде, большая часть которого осталась непереработанной, хотя на некоторых станциях у входов и выходов были установлены мусорные баки специально для переработки бесплатных бумаг.

## Противостояние с «The London Paper»
К июню 2009 г. тиражи London Lite и The London Paper составляли 400,741 и 497,244 штук. В октябре 2009 г. тираж Lite составлял 400 тыс.
18 сентября 2009 г. The London Paper закрылась, так и не выйдя с момента создания из убытков. Закрытие The London Paper по иронии судьбы привело к краху London Lite. Менее чем через месяц The Evening Standard увидела пробел на рынке и сделала своё издание бесплатным 12 октября 2009 г. Менее чем через три недели London Lite объявила о своем закрытии, было уволено 36 журналистов.